# Colpocefàlia
La colpocefàlia és un trastorn encefàlic que implica l'engrandiment desproporcionat de les banyes occipitals dels ventricles laterals i se sol diagnosticar aviat després del part a causa de convulsions. És una troballa inespecífica i s'associa amb múltiples síndromes neurològiques, com ara l'agenèsia del cos callós, la malformació d'Arnold-Chiari, la lissencefàlia i la microcefàlia. Tot i que encara no es coneix la causa exacta de la colpocefàlia, es creu comunament que es produeix com a resultat de trastorns de la migració neuronal durant el desenvolupament primerenc de l'encèfal, alteracions intrauterines, lesions perinatals i altres trastorns del sistema nerviós central. Les persones amb colpocefàlia tenen diversos graus de discapacitat motriu, defectes visuals, espasticitat i discapacitat intel·lectual de moderada a severa. No existeix un tractament específic per a la colpocefàlia, però els pacients es poden sotmetre a determinats tractaments per millorar la seva funció motora o la seva discapacitat intel·lectual.